# Latakia (thành phố)
Latakia  (tiếng Ả Rập: الْلَاذِقِيَّة al-Lādhiqīyah;  Syrian pronunciation: [el.laːdˈʔɪjje, -laːðˈqɪjja]) là thành phố cảng chính của Syria và là tỉnh lỵ của tỉnh Latakia. Trong lịch sử, nó từng được gọi là Laodicea của Syria hoặc Laodicea ad Mare. Ngoài việc là một thành phố cảng, đây còn là một trung tâm sản xuất cho các thị trấn và làng nông nghiệp xung quanh. Theo điều tra dân số chính thức năm 2004, dân số của thành phố là 383.786 người. Dân số của nó tăng lên rất nhanh do cuộc Nội chiến Syria đang diễn ra dẫn đến nhiều dòng người tị nạn từ các khu vực nổi dậy và khủng bố đổ về đây. Đây là thành phố lớn thứ 4 ở Syria sau Aleppo, Damascus và Homs. Tỉnh Latakia giáp biên giới với tỉnh Tartus ở phía Nam, Hama ở phía Đông và Idlib ở phía bắc và cách mũi Apostolos Andreas (cực Đông Bắc của Síp) 109 km.
Mặc dù địa điểm này đã có người ở từ thiên niên kỷ thứ 2 trước Công nguyên, nhưng đến thế kỉ IV TCN, thành phố mới được thành lập và cai trị bởi Đế chế Seleucid. Latakia sau đó được cai trị bởi người La Mã, sau đó là Ummayads và Abbasids trong thế kỷ thứ 8 thế kỷ thứ 10 của kỷ nguyên Kitô giáo. Dưới sự cai trị của họ, Byzantines thường xuyên tấn công thành phố, định kỳ chiếm lại nó trước khi mất nó một lần nữa cho người Ả Rập, đặc biệt là Fatimids. Sau đó, Latakia được cai trị liên tiếp bởi Seljuk Turks, Crusaders, Ayyubids, Mamluks và Ottoman. Sau Thế chiến I, Latakia được giao cho ủy ban Syria của Pháp, nơi đây từng là thủ đô của lãnh thổ tự trị của Alawites. Lãnh thổ tự trị này đã trở thành Nhà nước Alawite vào năm 1922, tuyên bố độc lập một số lần cho đến khi tái hòa nhập vào Syria vào năm 1944.